# École supérieure d'arts appliqués d'Aquitaine
Pour les articles homonymes, voir ESAA et École supérieure d'arts appliqués.
 (janvier 2014).
Si vous disposez d'ouvrages ou d'articles de référence ou si vous connaissez des sites web de qualité traitant du thème abordé ici, merci de compléter l'article en donnant les références utiles à sa vérifiabilité et en les liant à la section « Notes et références ».
L'École Supérieure d'Arts Appliqués d'Aquitaine (ESAA) était une école de formation professionnelle privée située à Gradignan, basée sur une forme d’enseignement développée depuis 1902. L'établissement a fermé en 2020 (source).

## Présentation
On y apprend à maîtriser les techniques et à réaliser des projets personnels démontrant les  capacités professionnelles des élèves.
L'École Supérieure d'Arts Appliqués d'Aquitaine propose des formations en :
- Infographie en deux dimensions et en trois dimensions,
- Communication visuelle,
- Architecture d'intérieur,
- Sculpture,
- Restauration de tableaux,
- Photographie numérique.

L’objectif de l’école est de permettre à des jeunes d’accéder à des métiers en rapport avec leurs aptitudes pour l’expression et la création artistique.

## Conditions d’admission
Le niveau du baccalauréat est souhaité, mais non exigé. Une réelle envie de dessiner et de créer est indispensable. La filière ou les options ne sont pas déterminantes. La sélection des candidats se fait sur entretien et présentation d’un dossier de travaux personnels en arts plastiques réalisés soit au cours des études, soit pendant des temps libres, sans avoir suivi de cours spécifiques. Ce dossier doit contenir dessins, croquis, peintures, et tous travaux personnels permettant d’apprécier les potentiels graphiques et créatifs du candidat. Le dossier doit contenir des originaux et non des reproductions, les travaux volumineux pouvant être présentés par des photographies.